# Roger Lukaku
Roger Menama Lukaku (Kinshasa, Congo Belga, 6 de junio de 1967) es un exfutbolista de Zaire que jugaba en la posición de delantero centro. Es el padre de los también futbolistas Romelu Lukaku y Jordan Lukaku y tío del también futbolista Boli Bolingoli-Mbombo.

## Carrera

### Club
| Periodo   | Club            |
| --------- | --------------- |
| 1986      | AS Vita Club    |
| 1987-1990 | Africa Sports   |
| 1990-1993 | Boom FC         |
| 1993-1995 | RFC Seraing     |
| 1995-1996 | Germinal Ekeren |
| 1996-1997 | Gençlerbirligi  |
| 1997-1998 | KV Mechelen     |
| 1998–1999 | KV Oostende     |

### Selección nacional
Jugó para Zaire en 13 ocasiones de 1990 a 1996 y anotó seis goles; participó en dos ediciones de la Copa Africana de Naciones.

## Vida personal
Fue arrestado el 29 de marzo de 2013 y sentenciado a 15 meses de cárcel por agredir a su novia en dos ocasiones en febrero de 2011 y enero de 2012. Le fue otorgada la libertad condicional luego de que no fuera notificado por la corte y no pudo defenderse a sí mismo. Fue liberado 11 días después. Sería arrestado nuevamente el 24 de junio de 2013 y sentenciado a 120 días de servicio comunitario.

## Logros
- Primera División de Costa de Marfil (3): 1987, 1988, 1989
- Copa de Costa de Marfil (1): 1989
- Coupe Houphouët-Boigny (3): 1987, 1988, 1989